# Hubble Origins Probe
Hubble Origins Probeとは、計画段階で終了した宇宙望遠鏡計画。中止となることが発表されていたハッブル宇宙望遠鏡の5度目のサービスミッション (SM4) 用に開発された機材を利用して開発し、新規にハッブル宇宙望遠鏡と同等の宇宙望遠鏡を低コストで打ち上げる計画であった。しかし、中止となるはずだったSM4の実施が決定したため、計画終了となった。

## 概要
2003年1月、NASAは老朽化が進んでいるハッブル宇宙望遠鏡について、今後スペースシャトルによるサービスミッション(修理と機能向上)を行なわないと発表した。修理を行なわない場合、ハッブル宇宙望遠鏡は2008年～2010年頃に寿命を迎えると予想されていた。延命のためには、決定を撤回しスペースシャトルによる有人のサービスミッションを実施するか、あるいは無人のロボット機による修理を実施するしかないが、後者は現実的ではないとされた。そこで、第三の選択肢として提案された計画が、ハッブル宇宙望遠鏡の設計を流用した同等の宇宙望遠鏡を新規に打ち上げる Hubble Origins Probe 計画であった。
この計画では、ハッブル宇宙望遠鏡と全く同等の口径2.4mの主鏡を用い、各部の設計もハッブルのものを流用する計画であった。ただし、主鏡の大幅な軽量化などにより総重量を8トン弱(ハッブルは11.6トン)に抑え、ハッブルの余剰スペアパーツで流用できるものは流用することで、低コストでの打ち上げを目指していた。
観測装置としては、ハッブル宇宙望遠鏡の5度目のサービスミッション(SM4)用に開発済みの広視野カメラ3 (Wide Field Camera 3, WFC3) ならびに紫外線分光器コズミック・オリジン・スペクトログラフ (Cosmic Origins Spectrograph, COS) に加え、すばる望遠鏡の広視野主焦点カメラの開発実績がある日本の手により超広視野カメラ(Very Wide Field Imager, VWFI)を新規開発し、搭載することが計画されていた。
打ち上げに用いるロケットはアトラスVもしくはデルタIVが予定されていた。
必要費用は7億ドル～10億ドル程度。運用期間は最低5年間を目指し、ハッブル宇宙望遠鏡とは異なり修理補修ミッションは実施しない。開発開始から打ち上げまでは65ヶ月あれば可能とされ、当初は2010年の打ち上げを目指していた。
しかし、NASAは2006年10月になって、ハッブル宇宙望遠鏡のサービスミッションを行なわないとする決定を撤回し、2008年に5度目のサービスミッション(SM4)(STS-125)を実施することを発表。このミッションにより、先述のWFC3およびCOSを取り付けるとともに、各部の修理補修により寿命を2013年まで延長する。SM4の実施決定に伴い、Hubble Origins Probe計画は事実上終了となった。
このSM4後のハッブルの寿命の前2011年には、次世代宇宙望遠鏡である口径6.5mのジェイムズ・ウェッブ宇宙望遠鏡の打ち上げが予定されていたが、度重なる延期を経て2021年12月25日打ち上げられた。ただし、この望遠鏡は赤外線望遠鏡であり、近紫外線～近赤外線を観測するハッブル宇宙望遠鏡の任務の一部のみ担う。